# Замки Великобритании и Ирландии
Замки играли важную военную, экономическую и социальную роль в Великобритании и Ирландии, начиная самого своего появления после Нормандского завоевания Англии в 1066 году. Хотя в 1050-х годах в Англии было построено несколько замков, норманны начали активно возводить замки по типу мотт и бейли, чтобы эффективно контролировать недавно завоёванные территории в Англии и Валлийских марках. В протяжении XII века норманны стали строить больше каменных замков с характерным квадратным донжоном, которые были важны как военном, так и политическом отношении. Королевские замки осуществляли контроль за ключевыми городами и экономически важными лесами, в то время как баронские замки использовались норманнскими лордами для управления обширными владениями. В начале XII века король Давид I пригласил англо-нормандских лордов в Шотландию, чтобы те помогли ему заселить и оборонять такие области королевства, как Галлоуэй; откликнувшиеся лорды привезли с собой технологии по возведению замков, и на юге королевства появились деревянные замки. После Нормандского вторжения в Ирландию в 1170-х годах при Генрихе II Плантагенете были заложены новые замки.
В XII веке замки постепенно становились всё более изощрёнными и удобными в военном отношении, что резко осложнило проведение осад в Англии. В то время как в Ирландии и Уэльсе замковая архитектура следовала за английской, Шотландия практически перестала возводить большие замки после смерти Александра III, отдав предпочтение более компактным рыцарским башням. В последующие годы рыцарские башни также распространились на севере Англии и Ирландии. После падения последних валлийских государств в 1270-х годах, король Эдуард I построил в Северном Уэльсе ряд мощных в военном отношении замков. К XIV веку замки стали всё больше сочетать в себе оборону и роскошь, обзаведясь великолепными жилыми помещениями и продуманными садами и парками.
Многие королевские и баронские замки пришли в упадок, так что к XV веку лишь некоторые из них продолжали использоваться в оборонительных целях. Некоторые замки в Англии и Шотландии были перестроены во дворцы эпохи Возрождения, в которых аристократы любили устраивать пышные пиры. Однако строительство и содержание таких дворцов было по карману разве что членам королевской семьи и самым богатым баронам Позднего Средневековья. Хотя пороховое оружие использовалось для защиты замков с конца XIV века и позже, в XVI веке стало очевидно, что артиллерию можно использовать и для атаки на осаждённый замок; единственной проблемой оставалась транспортировка орудий. Чтобы справиться с новой угрозой, защита прибрежных замков вокруг Британских островов была усилена, но в конце XVI века инвестиции на их содержание снова сократились. Тем не менее, замки играли ключевую роль в Англии во время гражданских и религиозных конфликтов на Британских островах в 1640-х и 1650-х годах. Современные оборонительные сооружения были добавлены к уже существующим средневековым укреплениям, и во многих случаях укреплённые замки успешно выдерживали не одну осаду. После того, как Оливер Кромвель ввёл тяжёлую осадную артиллерию в Ирландию в 1649 году, полезность замков в войне сошла на нет. В то же время в Шотландии популярные рыцарские башни оказались непригодными для защиты от артиллерии, хотя большие крупные крепости, такие как Эдинбургский замок, оказали сильное сопротивление. В конце войны многие замки были разрушены, чтобы не допустить их возможное использование в будущем.
В последующие годы замки всё меньше использовались для военных нужд, хотя в некоторых перестроенных замках в Шотландии и ключевых приграничных районах долгие годы стояли гарнизоны, в том числе и во время Второй мировой войны. Некоторые замки использовались как окружные тюрьмы, пока Парламент не закрыл большинство из них в XIX веке. Какое-то время в начале XVIII века замковой предпочитали Палладиеву архитектуру, но затем замки вновь стали важной культурной и социальной особенностью Англии, Уэльса и Шотландии и часто «улучшались» в XVIII и XIX веках. Такая реконструкция угрожала сохранности средневековых сооружений, так что сегодня замки на Британских островах охраняются законом. Будучи популярными туристическими достопримечательностями, замки составляют ключевую часть индустрии культурного наследия.